# Réaction de Pinner
La réaction de Pinner est la réaction d'un nitrile avec un alcool par catalyse acide. Le produit formé est un sel d'un imidoester, qui est parfois appelé sel de Pinner,,,.
Ce sel peut réagir avec un excès d'alcool pour former un orthoester. C'est une voie de synthèse des esters.